# 勇者になれなかった俺はしぶしぶ就職を決意しました。
『勇者になれなかった俺はしぶしぶ就職を決意しました。』（ゆうしゃになれなかったおれはしぶしぶしゅうしょくをけついしました）は、左京潤による日本のライトノベル。イラストは戌角柾が担当している。第23回ファンタジア大賞金賞受賞作。富士見ファンタジア文庫（富士見書房→KADOKAWA）より2012年1月から2014年7月まで刊行された。略称は「勇しぶ。」。
メディアミックスとして、『エイジプレミアム』（同）にて森みさきによるコミカライズが2013年3月号から2014年7月号まで、『ヤングガンガン』にて柚木ガオによるコミカライズが2013年10月号から2014年10月号までそれぞれ連載された。さらに、テレビアニメが2013年10月から12月まで放送された。

## ストーリー
ラウル・チェイサーは、幼い頃からひたすら勇者を目指して努力を重ね、全国勇者模試でS判定、勇者予備校の首席にまで上り詰めた。
しかし勇者試験の直前に魔王が倒され、勇者制度は廃止。夢を失ったショックのあまり半年ほど引きこもった後に就活を始めたラウルは、魔界崩壊不況の真っ只中で街外れの小さなマジックショップ「マジックショップ・レオン」にどうにか就職したものの、勇者への未練を残したまま惰性で働いていた。そんなラウルの前に現れたのは、ボロボロの履歴書を手にした元魔王の世継ぎ、フィノ・ブラッドストーンであった。

## 登場人物

### 主要人物
ラウル・チェイサー
声 - 河本啓佑
本作の主人公。17歳。元勇者志望で、歴代勇者（勇者試験歴代首席合格者）とその業績を完全暗記し、空で言えるほどの勇者オタク。しかし、そのハマりっぷりから故郷では、むしろ変人扱いされていた。
しかし言うだけのことはあり、勇者予備校で首席だったうえ、全国勇者模試で史上初のS判定を取るほどの才能を持っていたが、勇者試験直前に魔王が倒されたため、勇者制度自体が廃止されてしまった。
そのショックで半年くらい引きこもった後、魔界崩壊不況による超就職氷河期の中、幾度となく職安に通い連続面接で学年主席のプライドもズタズタにへし折られ、どうにか中小マジックアイテムチェーン店（マジックショップ）のレオスタッド商会の内定をゲットする。そして裏通りにある商会の店舗の一つ、レオン王都店の正社員としてひっそりと働くことに。
夢をかなえられなかった現実に腐りながら「俺はみんなと違う、特別なんだ」と周囲を見下し、覇気なく日々を生きていたがアルバイトとしてやってきたフィノの教育係を任されるようになり、ちょっとずつ「夢をかなえられなくとも生きていくことは出来る」ことを学んでいく。原作1巻ではかつて憧れていた元勇者ハッシュ・ファンクらの陰謀に巻き込まれてしまう。皮肉にもハッシュの本性を知り、自分が勇者を目指していたのはその栄華に目がくらんだからだったと自覚する。最終的にフィノの力によりパワーアップし、一騎討ちの末ハッシュを倒しこれまでの自分に少なからず見切りをつけるに至った。
有事には店の備品である、なまくら剣（実は店長の私物）で戦うことが多い。後に店長から、この剣を正式に譲られることとなる。
必殺技はラウルスラッシュ。
実家のある「レクサ村」は王都から竜車で1週間近く乗り継いで、やっと到着できる（また、王都では当たり前となっている各種マジックアイテムの恩恵を受けることができない）ほどのド田舎にあり、家業はやくそうとコロニア芋（里芋のような芋）を生産している普通の零細専業農家。
フィノ・ブラッドストーン
声 - 田所あずさ
本作のヒロイン。魔王の娘。15歳。一人称は「オレ様」。魔王が倒された後、セアラからスカウトされたことをきっかけにラウルの勤務するマジックショップ・レオン王都店でアルバイトとして働くことになった。最初はローブを着込んでいたのでラウルに男だと勘違いされていた。母親は既に父親の虐待により死亡しており、このことから父親については「いずれこうなると思っていた」と考え、魔王を倒したセアラのことは恨んでいないという。
魔界に生まれた魔人のため少々猟奇的なところはあるが、根はとても素直な努力家。しかしその一方で天然で「尻を触るのが人間のコミュニケーション」だと本気で誤解して態々後ろを向いて尻振りしながら、尻を触らせようとした事がある。更にはマジックショップを改造してダンジョンにあるトラップの類を仕掛けるなどしている。それもショップを繁盛させようという善意からだが結局はトラブルメーカーになってしまいラウルを気疲れさせている。また魔王の娘らしき、RPGで言う魔王が口にする「お約束」の言動を見せることも大きい。
魔人たちのこれまでの生き方を鑑みて、これまでとは異なる魔人の「新しい生き方」（「奪って生きる」のではなく「作って生きて」いく）を模索し、それを学ぶために人間の都にやってきた。将来は魔界にマジックショップ・レオン魔界1号店を建設し、そこの店長になる事を夢に頑張っている。
血筋ゆえに、とてつもない潜在魔力を持っているが、まだ未覚醒のため、マジックアイテムを介さなければその魔力を使うことができない。また魔王直系の血筋であるために新たなる魔王の候補として他の魔人や魔王の存在を必要とする勢力から狙われることもある。
得意料理は特有の隠し味を使ったおでん。ゴキブリア（ゴキブリによく似た虫）が大の苦手。
ドラゴンコミックス版では原作以上に幼さを強調したキャラクターになっている。またヤングガンガンのコミックス版では原作以上に性描写が増えている。

### レオスタッド商会

#### レオン王都店
ラウル達が働く店で、主に家電製品のアイテムを取り扱っている。系列店では顧客満足度はトップだが売上は最下位。ロアとノヴァの二人は漫画やアニメには登場するものの長らく原作では未登場のキャラだったが、原作最終巻（第10巻）にてようやく登場した。
セアラ・オーガスト
声 - 島形麻衣奈
マジックショップ・レオン王都店の店長。年齢は不詳で、どう見ても10代にしか見えない美少女。
柔和で優しいが甘やかさない方針で、経営に関してもシビア。
店内ミーティングで出されたフィノのトンデモ案を積極的に採用しようとするなど、少々変わったところがある。
実は魔法構築の大天才であり、個人で「教科書の記述を変える」レベルな国際賞授与モノの魔法をいくつも生み出しているが、その成果を放出・アピールすることが無いために、実は店員（ラウル・バイザー・フィノ）以外にはその事実はあまり知られていない。また人間の一般平均保有魔力の10倍近くの魔力量を保有する《持ちしもの（ホルダー）》でもある。
バイザー・クロスロード
声 - 川原慶久
マジックショップ・レオン王都店の副店長。年齢は20代後半。元ME（マジックエンジニア）で、マジックアイテムの《魔法領域》を《展開》して編集することができる。前職は激務で潰れそうになっていた所をセアラに拾われてレオン王都店で働くことになった。
ネガティブ思考であり、常に働きたくないオーラを漂わせるほど。しかしやる時はやる人物で、ラウルやセアラが窮地に立たされた際は少しの間だけだが男気を見せた。
セアラの兄の親友で、セアラとは幼なじみ。
アイリ・オルティネート
声 - 岩崎可苗
ラウルの勇者予備校時代のライバルの美少女。17歳。金髪のロングヘアーが特徴。成績優秀で「オールA」のアイリと呼ばれていた（ラウルからも本名ではなく「オールA」と呼ばれている）。勇者予備校時代にS判定だったラウルがマジックショップで働いていることを良しとせず、当初は彼を非難していたが、自身もマジックショップのアマダ・マジック王都本店に就職して働いていた。魔人を巡る事件後にアマダ・マジックを辞め、彼女もラウルと同じレオン王都店で働くことになる。
魔人のことは、家族を殺した仇として憎んでいる。はじめはその復讐心から無差別に魔人全体を憎んでいたが、フィノとの交流を経て、逆に人間側が魔王を失った魔人に差別をするなどの醜さを目の当たりにし、その態度は徐々に軟化しつつある。
アニメでは、勇者予備校時代にラウルやクライン、ブレイズと4人のチームを組んでいた。
ロア・ベリフェラル
声 - 宝木久美
原作最終巻（第10巻）と漫画およびアニメに登場するキャラクター。レオン王都店に勤めている女性店員で正社員。技術部門が得意で修理のため出張していることが多くあまり店にいない。基本無口だがメカや機械のことだけには饒舌になる。
ノヴァ・ルミナス
声 - 曽和まどか
原作最終巻（第10巻）と漫画（柚木ガオ著）およびアニメに登場するキャラクター。ラウルたちが務めるレオン王都店の同僚の女性でアルバイト。巨乳でかつ無防備だが商品を買ってくれるならセクハラを許すなど豪胆な一面も。苦境に陥るとラウルに頼る場面が多い。
元々は原作一巻に登場する予定だったが改稿時にお蔵入りとなった。

#### 商会関係者
コイル・レオスタッド
レオスタッド商会（マジックショップ・レオングループ）のワンマン社長。女性ながら雑貨店規模の店を10年でマジックショップチェーンに拡大させるなど優れた経営者。名言好きで演説や社訓に取り入れるほどだが受け売りが多い。利益率向上のため、プライベートブランド商品を推進する。
ギル・ブランド
声 - 平松広和
レオスタッド商会の本部社員で、店舗支援課の課長で各店舗の問題点を指摘する他改善などを指示し、指導する。利益優先のため不良品の危険がある商品を各店へ送り付けてくるほか、嫌味たらしく指導するためラウルたちには評判は良くない。全社朝礼の司会進行役も勤めている。女ったらしの気があり、フィノやセアラに好意を示す発言を節々に示す。アニメ版では女性に好意を示す発言は鳴りを潜めている。
エリック・フリッツ
声 - 稲田徹
レオスタッド商会の本部社員で、ギルの部下の店舗指導員。ラウルと同期で店舗配属を目的に入社したものの本部配属になったため、店舗配属となったラウルを目の敵にしている。その理由もあってラウルはあまり良い印象を抱いていない。またギルの部下だが仕事を押し付けられるためギルをあまり快く思っていない。アニメ版では原作より年齢が上がったためラウルの同期ではなくギルの部下の店舗指導員として粛々と職務をこなしている。漫画版（柚木ガオ著）でも同様。

### アマダ・マジック
レオン王都店のライバル企業。アニメではヤマダ電機のもじりであることを示唆する描写が、多数盛り込まれている。

#### アマダ・マジック王都本店
クアン・セグメント
声 - 川原慶久
王都本店の店長で元勇者でもある。常に落ち着いた男で、シエルの不始末にも丁寧に対応を行う。裏では、アマダ・マジックが開発した高性能なマジックアイテムの稼動に必要なエネルギーの魔力球を得るため、大規模に魔人を家畜として飼っている。
アマダ店長（アニメ）
声 - 小西克幸
原作とは違い名前は設定されておらず容姿や性格も異なる。魔王復活を願い、レイドと通じている他、クラインやブレイズに資金援助を行っている。また魔王復活後の好景気を見越し、様々な産業の企業を傘下に統めるなど目的のためには手段を選んでいない。
カレン・ディレクトリ
王都本店の副店長。女性。セアラとは旧知の仲かつライバル関係であったため、複雑な感情を持っている。アイリの元上司でもある。
シエル・スプリクト
声 - 福山潤
王都本店の商品総合アドバイザーの少年。同店の売上上位のエース。偵察に来たラウルに抜群の商品知識と愛想の良さで敗北感を味わわせるが、実はセアラのファンで彼女を目当てに度々レオン王都店へ通っており、特典ブロマイドのために大量のポーションを購入するという一面も持っている。テレビアニメ版では、王都本店の出店前にレオン王都店の下調べを行ってラウル達の状況を完全に把握しており、偵察に来た彼を挑発するという一面すら見せるが、富士ゼロックス山が噴火した際には逃げ惑う一般人を王都本店へ避難させるという一面も見せる。漫画版では毒の無い好青年として描かれている。
クラウド・パトリック
王都本店の新店長。カレンと共にレオン王都店にやって来て、フィノにプロポーズする。

#### アマダ・マジック関係者
アーウィン・デイル
アマダの親会社である武器メーカーのインペリアル社の専務取締役。元Sクラスの勇者で、カタナを武器に使うため、「太刀の勇者」という二つ名を持つ。魔人のトリカを唆し、フィノの持つ「支配の血星石（ブラッドストーン）」を狙う。

### コンビニ店員
マジックショップ・レオン王都店の隣にあるコンビニ（フランチャイズチェーンは、漫画ではローソンをもじった架空のもの、アニメではローソン）の店員。
エルザ・クルーシアル
声 - 新田恵海
漫画とアニメに登場（原作未登場）するキャラクター。ラムディミアよりもしっかりもの。最新家電に興味があり、何かにつけてはラウルに相談するが、その中には彼を異性として意識していることも含まれている。貧しい世帯の出身であるために自宅には家電がなく、子供の頃はそのカタログをよく読んでいた。
元々は原作一巻に登場する予定だったが改稿時にお蔵入りとなった。
ラムディミア・ド・アクセィメモール
声 - 山田奈都美
漫画とアニメに登場（原作未登場）するキャラクター。「ラム」や「ラムちゃん」と略称で呼ばれることを嫌って怒るが、自分は遠州弁で喋る独特の口調で恋愛事に絡めてエルザやラウルをからかう。仕事に関しては熱心であり、客への呼びかけなどの商才からバイザーにはレオン王都店に欲しいとまで言わしめるほどで、フィノが手伝いに来た時には店のこだわりの厳しさを教え込んだ。実は人間ではなく魔人であり、名門「アクセィメモール家」の出身。
元々は原作一巻に登場する予定だったが改稿時にお蔵入りとなった。

### ラウルの元勇者仲間
漫画とアニメに登場（原作未登場）のキャラクター。原作第1巻に登場した「名無しの勇者」の役割を担っており、勇者になることを諦めておらず、働いていない。勇者制度を復活させるため、フィノを魔王に担ぎ上げようと目論む。ラウルとは違い勇者とは程遠い邪悪な集団。
原作1巻に登場したハッシュ率いる元勇者たちと同様の役割を務めた。
ブレイズ・ディス
声 - 烏田裕志
勇者予備校でラウル、アイリ、クラインとパーティーを組んでいた勇者志望者。ラウルと同じく勇者になるという夢を目指す者同士、親友関係だった。上記の目論見から、魔族のレイドと手を組み、ラウルを仲間に誘うとしたが断られる。ラウルが欲しがっていた真剣を入手し、勇者予備校跡でフィノを救出に来た彼と対峙するが、口先だけであっけなく倒された。漫画版でも同様の経緯で戦うが、ラウルが計画に加わる気がないと見るなり「負け犬」と吐き捨てる、フィノを性的な弄ぼうとするなど劣悪な人物として描写されている。
クライン・アート
声 - 北尾誠
勇者予備校でラウル、アイリ、ブレイズとパーティーを組んでいた勇者志望者。ブレイズ同様ラウルと同じ勇者を目指す１人にして、親友だった。上記の目論見から、ラウルには協力を断られたためにアイリを勧誘したうえ、ドラゴンを操ってレオン王都店を襲撃するが、セアラにあっけなく倒された。漫画版ではブレイズと共にフィノを弄ぼうとした。

### 王族・軍人
エヴァレッド三世
大陸中の人類国家を束ねるエヴァレッド連合王国の国王。
ユニーティア・エクスレディア
エヴァレッド三世の娘で、エヴァレッド連合王国の第一王女。レオン王都店の顧客でもあり、「ユニィ」という名前で変装して店に来ている。実は《持たざるもの（リミテッド）》と呼ばれる、魔力が無い人間で、国王は娘のこの秘密を国民に隠している。第9巻で身体衰弱を理由に退位した父に代わって王位を継ぎ、勇者制度を復活させた。
タスク・コンフリクト
エヴァレッド王室直属の竜騎士団に所属する竜騎士。ラウルとは勇者予備校時代の同級生だが、ラウルの方は彼を覚えていなかった。ユニーティアに会いに来たラウルを彼女に引き合わせる。

### ラウルの家族
ミュリ・チェイサー
声 - 内田彩
ラウルの妹。普段は大陸中央部にある田舎の村で義務課程の学校に通いながら家業を手伝っている村娘。セアラと同じく《持ちしもの（ホルダー）》であり、生まれつき膨大な魔力量を有している（ラウルおよびミュリの母方が代々ホルダーの血筋）。
兄に非常に懐いているが、何かのきっかけ（主には兄に近づく女性へのヤキモチ）でスイッチが入るとラウルの黒歴史を暴露しまくる、ラウルにとっては（ある意味）脅威の存在。
アニメでは第13話（OVA）に登場した。

### 魔人
レイド・ミラーリング
声 - 諏訪部順一
魔人。先代魔王の腹心でかつてフィノの教育係を務めていた。他の魔人とは違いフィノやその母親にも温かく接していたためフィノから信頼されていた。
既に人間の技術が魔人を上回っていることを理解しており、魔人たちを守るために勇者たちと手を組んでいた（魔人の指を切り取って勇者たちに送り「魔人を討伐して来た」ということにしてもらっていた）。
セアラに魔王が倒されてしまった後は、元勇者ハッシュらと手を組み勇者と魔人の復権を目論む。手始めにフィノを誘き出すためラウルを人質に取り、フィノに「支配の血星石（ブラッドストーン）」を使わせて魔王にしようとする。しかし救援に駆けつけたセアラと対決し、その間にラウルによってハッシュが倒され、他の元勇者たちも戦闘不能になる。フィノから「オレ様と一緒に来い」と説得の言葉を掛けられたが「私は変われない。魔人はあくまで魔人としてあるべき」と答え、その場から立ち去って行った。なお「支配の血星石」はフィノがその気になるまで預かっておくことにしている。
実力は非常に高く、セアラによれば魔力量は100メガバイルはくだらないとのこと。セアラとの戦いも手加減しており、専用アイテムを持たない人間なら簡単に殺せたという。
アニメでは裏でアマダ王都本店や元勇者志望のクライン、ブレイズと関係を結んでいる。また、支配の血星石は最初から自身がフィノのために所持していた。フィノの考えを拒絶して「支配の血星石」を奪い去る（しかし後に返却している）。原作通りセアラと対決する。また、フィノへ仕送りを続けるなど未だに忠誠心を持ち続けている。
ラムディミアとも知り合いである。
トリカ
先代魔王に次ぐ力を持つ魔人四天王の一人。容姿は可愛らしい少女だが、四天王の中でも最強とされ、変わり者で滅多に姿を見せないためフィノは「幻のトリカ」と呼んでいた（本人は「酔狂者のトリカ」と呼ばれたいとのこと）。アーウィン・デイルに唆され、フィノの持つ「支配の血星石（ブラッドストーン）」を狙い、ラウルに化けてレオン王都店に潜入する。騒動解決後はアマダで働いている。

### その他
ソニア・マジックゲート
魔法科学技術省に所属する違法マジックアイテム捜査官。要は特別職の公務員。職業柄、マジックアイテムや政治の裏に詳しく、正当な手続きと理由さえあれば警察さえ動かせる。
ラウルに惹かれており、フィノとアイリにはライバル宣言している。
ハッシュ・ファンク
かつては「辣腕勇者」と呼ばれた元勇者。1巻における黒幕的存在であり実質的な最終ボスとして登場。幼少期のラウルが憧れていた存在であり、鋭い眼差しからクールなヒーローと思われていたが本性は弱者を踏みにじる利己的な外道。
かつては数千の魔人を屠る凄腕の勇者として知られており、グッズも販売されラウルはカードという形で彼の存在を知り憧れていた。その気になれば魔王を倒すこともできたが、魔王がいなくなれば勇者制度が崩壊するのは目に見えているため、自分たちの存在価値が損なわれないように勇者たちと手を組み魔王を倒さないようにするという同盟を組んでいた。同盟内でもリーダー格であり、勇者制度崩壊後は魔王の側近レイドと手を組み、フィノを魔王に据えることでかつての栄華を取り戻そうと画策。その一環としてラウルを人質に取りフィノを脅迫するが思わぬ反撃により失敗。実力はラウルをはるかに上回っていたが、フィノの力によってパワーアップしたラウルには及ばず敗北した。
皮肉にも彼の本性を目の当たりにしたことでラウルは「勇者に憧れていたのではなく、地位と名声に目がくらんでいただけだった」と自覚することとなった。
森みさきのコミカライズイ版ではラウルに敗北するもしぶとくフィノを銃撃するが、ラウルが庇ったことで失敗に終わる。直後にバイザーによって殴り倒された。原作ではこの役回りは別の勇者が行っている。
アニメ版・漫画版（柚木ガオ著）では展開が変わっているため未登場。代わりにブレイズがハッシュの役回りを務めた。
エルト・オーガスト
セアラの兄にしてバイザーの親友。物語開始時点で故人。勇者資格の所持者で、バイザーいわく「今時『みんな（弱い者）のため』に勇者を目指した酔狂なヤツ」という、まさしく真の勇者。理知的で優しく種族差別意識すらも持たなかったが、その生真面目さと優しさが災いし、とある陰謀に巻き込まれて勇者資格を剥奪され、ついには故人となった。実は、この陰謀が勇者制度崩壊のきっかけの一つとなっている。
後にラウルへ贈られた店の備品の剣は、実はエルトのためにセアラが作った剣である。
ヒラマツ老人
声 - 麦人
漫画とアニメに登場（原作未登場）するキャラクター。レオン王都店の常連で、買い物の度にノヴァへのセクハラを楽しむが、基本的には電球を1個しか買わない。終盤で、魔王城へ行ってしまったフィノを助けようとするラウル達の前に颯爽と駆けつける。
シモジ・サン
声 - 間宮康弘
漫画とアニメに登場（原作未登場）のキャラクター。新聞記者の男性。アマダ・マジック店で自宅のエアコンを買うが、レオン王都店でエアコンを買った母親（声 - 松久保いほ）とダブルブッキングを起こしてしまう。結果的にラウル達の献身的な仕事に感銘してレオン王都店から買ったうえ、彼らに取材を申し込んで好意的な記事を書く。
ナナオ・アイレル
声 - 福島亜美
王都マジヴィの女子アナウンサー。巨乳。

## 用語
魔人
大陸北部の魔人領に住む銀の髪と赤い目を持つ種族。魔王によって支配されていた。
人間を遙かに上回る魔力を持つ残虐非道で道徳心のカケラもない生き物とされる。身体能力と五感にも優れている。また人間を遥かに超える魔力と魔法を持つが、成長して魔力に関わる身体の器官が発達・覚醒しないと、それらを自在に扱うことができない。
実情としては住居地としている魔人領の特性から、種族を生き残らせるために弱肉強食が徹底されてしまっているために、人間から見た場合に残虐非道・非道徳に見えるだけで実際に情愛などの人情的感情が存在しないわけではない（ただし、それを表現するための言語・文化が無い）。
こうした文化のために基本的に子どもは家に隠れて過ごしている。実のところ人間たちには、その実態はあまり理解されていない（実際、この世界のほとんどの人間は魔人に対して「魔人は細胞分裂で増えている」とすら考えている、無知ゆえに無理解な者が多い）。
勇者
本作における「職業」ないしは「国家資格」のひとつ。勇者制度における勇者試験の合格者に付与される肩書。現在は廃止されている。
具体的には人間を虐げる魔人に対し、人間を「攻撃的守護」する戦闘専門職。この資格を持つと魔人領への「遠征」が許可される。また現在でも資格を持っていると国家警察や警備会社などにおいて優遇される。独立して魔人に関するコメンテーターや単に魔人領専門の冒険家・写真家として活躍する者もいる。
とはいえ「遠征」には「成果」を示す必要があり、そのため遠征の際には「魔人を倒した証」を持ち帰ることが、ほぼ義務付けられている。一方で、そのために魔人たちには「人間たちの中で最も凶暴にして残虐非道で道徳心のカケラもないケダモノ」と恐れられていたりする。
勇者制度
魔人に対抗するために人類が作り上げた制度。大陸歴1349年開始。
年に1回行われる《勇者試験》に合格した勇者は、支援金や住居手当、家族手当、遠征手当、武器購入手当その他もろもろの福利厚生を受けられるうえ、引退後には勇者年金も支給される。
魔王が倒されたことにより廃止され、予定されていた第132回勇者選抜選考会（ラウルやアイリが受けるはずだった試験）も中止となった。
魔界崩壊不況
魔王が倒され、武器防具メーカーが相次いで倒産したことに端を発する大不況。
王都
正式名称不詳。本作の舞台。山々の麓に広がる都市国家。人口はそれなりに多いようだが都会というほどではない地方都市。中世ファンタジー風の街並みだが、アニメ2話などで登場するファミリーレストランのようなロードサイド店舗風の建物や後述の「すいのや」のような和風な建物なども入り混じっている。第3話ではローソンの本部があるとされる公国が名前のみ登場する。アニメでは掛川城に酷似した城が登場しているが、この城が王都を統治する王族の居城なのか単なる遺跡なのかは不明。王都中央駅なる鉄道駅がある。道路や信号機などもOPで登場しており、乗用車やトラック（第3話で登場）とタツノオトシゴやドラゴンなどが引く馬車を混ぜたような乗り物が行き交う。使用されている通貨は「G」（ゴールド）。なおアニメ第4話によればローソンはこの街には一つしか無い。
マジックショップレオン王都中央店
ラウルたちが働くロードサイド店舗。アニメの描写では洋風な石造りの平家の建物。街外れに位置しているためかあまり客が来ない。屋根にはマスコットキャラと思われるデフォルメされたドラゴンに乗った勇者のモニュメントがあり、アニメでは時々ドラゴンが火を吹くギミックが仕込まれている。すぐ隣にはエルザが店長を務めるローソンがあり、ラウルがよく昼食を買いに行っている。
マジックアイテム・マジックショップ
それぞれ現実世界の家電及び家電量販店に当たる。作中ではブラウン管テレビに酷似した「マジックスクリーン」（第1話登場）や電球に酷似した「マジックライト」（同上）、加湿器（同上）、炊飯器（同第2話）、ドライヤーなどが登場している。使用エネルギーが電力ではなく魔力であるのが特徴。
アマダマジック
業界最大手のマジックショップ。アニメ第5話によると、全国に56店舗を展開し、業界でのシェアは半数を超える。第5話にて王都の駅前に大型店「アマダマジック王都総本店」をオープンさせた。女性店員の制服はかなり露出度の大きいバニーガール風のもの。ラウルたちが働くレオングループは王都を中心に約10店舗を展開するに過ぎず、シェアも約3%に留まる。
お菓子処すいのや
第5話で登場する駄菓子屋。店内では駄菓子の他、黒はんぺんなどの静岡風のおでんを食べられる。
高等学院
この世界の教育機関。第5話で前述のライバル店に転入する際にフィノが着用した制服はこの機関のもの。現実の高等学校に当たる。
持ちしもの（ホルダー）
通常の人間が持つ魔力と比べ、その何倍もの膨大な魔力を持っている特別な人間のこと。
持たざるもの（リミテッド）
普通ならば持っているはずの魔力を全く持っていない人間のこと。

## 評価
第23回ファンタジア大賞にて金賞を受賞した。同賞で審査員を務めた賀東招二、鏡貴也、四季童子は本作を以下のように評している。

## 既刊一覧

### 小説
- 左京潤（著）・戌角柾（イラスト） 『勇者になれなかった俺はしぶしぶ就職を決意しました。』 富士見書房→KADOKAWA〈富士見ファンタジア文庫〉、全10巻
  1. 2012年1月20日発売[7]、ISBN 978-4-8291-3724-6
  2. 2012年4月20日発売[8]、ISBN 978-4-8291-3752-9
  3. 2012年7月20日発売[9]、ISBN 978-4-8291-3782-6
  4. 2012年10月20日発売[10]、ISBN 978-4-8291-3812-0
  5. 2013年1月19日発売[11]、ISBN 978-4-8291-3849-6
  6. 2013年5月18日発売[12]、ISBN 978-4-8291-3890-8
  7. 2013年9月20日発売[13]、ISBN 978-4-8291-3937-0
  8. 2013年11月20日発売[14]、ISBN 978-4-04-712953-5
  9. 2014年3月20日発売[15]、ISBN 978-4-04-070065-6
    - 『Blu-ray付き限定版』、2014年3月10日発売[16]、ISBN 978-4-04-712910-8

  10. 2014年7月19日発売[17]、ISBN 978-4-04-070233-9

なお、電子書籍ストア専売として、文庫未収録の短編集「SP(すぺしゃる)」（カバーイラスト戌角柾、イラスト森みさき）がある（2014年9月19日配信開始）。内容は、アニメBD&DVD3 - 6の特典小冊子に収録されていたもの。

### 漫画
勇者になれなかった俺はしぶしぶ就職を決意しました。
電子書籍雑誌『エイジプレミアム』（KADOKAWA 富士見書房）2013年3月号（2月9日配信）より2014年7月号（6月9日配信）まで連載された。『月刊ドラゴンエイジ』においても、2013年7月号（2013年6月9日発売）より連載を開始している。作画は森みさきが担当。
ストーリーは原作準拠で第1巻から2巻まで。最終巻では原作8巻に収録されたエルト・オーガストに関する短編をコミカライズしている。単行本はドラゴンコミックスエイジ（KADOKAWA 富士見書房）レーベルにて発売。全4巻。
1. 2013年6月9日初版発行（6月8日発売）、ISBN 978-4-04-712879-8
2. 2013年10月9日初版発行（同日発売）、ISBN 978-4-04-712906-1
3. 2014年3月7日初版発行（3月8日発売）、ISBN 978-4-04-070052-6
4. 2014年7月9日初版発行（同日発売）、ISBN 978-4-04-070175-2

勇しぶ。〜勇者になれなかった俺はしぶしぶ就職を決意しました。〜
『ヤングガンガン』（スクウェア・エニックス）2013年第10号（2013年5月2日発売）より2014年第10号（2014年5月2日発売）まで連載された。作画は柚木ガオが担当。
ノヴァやエルザなど原作未登場キャラクターが登場する影響で一部ストーリーが変更された他、オリジナルストーリーも挿入された。更に途中よりアニメ準拠の色彩が色濃くなりつつも独自の解釈や原作の要素を交えつつ、アニメ版最終話までの展開に沿って完結した。
青年誌特有の描写は原作より増量されており、コンセプトは「ちょっとエッチな勇しぶ。（エロしぶ。）」としている。単行本はヤングガンガンコミックス（スクウェア・エニックス）レーベルにて発売。単行本1巻には原作者左京潤書きおろしのラウルが初出勤した場面を描く短編小説「マジックショップに就職した俺はおそるおそる初出勤しました。」が収録されている。全3巻。
1. 2013年9月20日初版発行（同日発売）、ISBN 978-4-7575-4071-2
2. 2014年3月20日初版発行（同日発売）、ISBN 978-4-7575-4167-2
3. 2014年7月19日初版発行（同日発売）、ISBN 978-4-7575-4348-5

## テレビアニメ
2013年1月にアニメ化企画進行中であることが、同年5月にアニメ化がそれぞれ発表され、同年10月から12月にかけて放送された。また、コンビニエンスストアのローソンが実名と店舗で登場するほか、スペシャルサンクスとして掛川市、ヤマダ電機、炭焼きレストランさわやかなどが参加している。
2014年3月発売の原作9巻には、テレビ未放送の第13話を収録したBD付き限定版が発売された。

### スタッフ
- 原作・作品監修 - 左京潤[4]
- 原作イラスト・キャラクター原案 - 戌角柾[4]
- 監督 - ヨシモトキンジ[4]
- シリーズ構成・脚本 - 鈴木雅詞[4]
- キャラクターデザイン - 竹内哲也[4]
- ファンタジーデザイン - 久我嘉輝[4]
- プロップデザイン - 川元まりこ[4]
- 色彩設定 - 福谷直樹[4]
- 美術監督 - 青山直樹[4]
- カラーコーディネーター - 松原貞姫[4]
- 撮影監督 - 藤田智史[4]
- 3Dディレクター - 原山希
- 編集 - 伊藤潤一[4]
- 音響監督 - 名倉靖[4]
- 音楽 - 横山克[4]、堤博明[4]
- 音楽プロデューサー - 吉江輝成[4]
- 音楽制作 - ランティス[4]
- 企画・エグゼクティブプロデューサー - 安田猛
- プロデューサー - 伊藤敦[4]
- アニメーションプロデューサー - 平松巨規[4]
- アニメーション制作 - asread.[4]
- 製作 - マジックショップ・レオン王都店

### 主題歌
「エキストラレボリューション」
ZAQ作詞・作曲・編曲・歌のオープニングテーマ。振付はぽん吉。最終話はKANBAN娘。［フィノ（田所あずさ）、セアラ（島形麻衣奈）、ノヴァ（曽和まどか）、エルザ（新田恵海）、ラム（山田奈都美）、ロア（宝木久美）、アイリ（岩崎可苗）］によるカバー版が使用された。
「Sticking Places」
スフィアによるエンディングテーマ。作詞は松井洋平、作曲・編曲は倉内達矢。

### 各話リスト
| 第1話          | 勇者になれなかった俺はレジを打っています。                   | ヨシモトキンジ   | ヨシモトキンジ       | 竹内哲也                                                                               | 竹内哲也、岡田万衣子 |
| 第2話          | 魔王の娘さんが接客用語を覚えるようです。                     | 高橋知也         | 林明偉               | 川島尚                                                                                 | 岡田万衣子           |
| 第3話          | 本社から送られてくる怪しい商品に気をつけましょう。           | 竹内哲也         | 鈴木薫               | 山本善哉 荒木涼（アクション）                                                          | 竹内哲也             |
| 第4話          | 魔王の娘さんがコンビニで働くようです。                       | 二瓶勇一         | 江島泰男             | 大森真美、乗田拓茂 小林千鶴、渡辺佳奈子 谷口繁則、竹内哲也                             | 竹内哲也             |
| 第5話          | 勇者になれなかった俺と魔王の娘さんがライバル店に潜入します。 | まついひとゆき   | 渡部周               | 小島智加、竹森由加 深澤謙二                                                            | 岡田万衣子           |
| 第6話          | 勇者になれなかった彼女もしぶしぶ就職していました。           | 菱川直樹         | 菱川直樹             | 佐藤綾子、平山英嗣 渡辺佳奈子、竹内哲也                                                | 岡田万衣子           |
| 第7話          | 魔王の娘さんが一般家庭にお邪魔するようです。                 | 大原実           | 西片康人             | 塚田ひろし、Park Hey Ran                                                               | 竹内哲也             |
| 第8話          | 魔王の娘さんが水着でお客様をお迎えするそうです。             | 柳瀬雄之         | 筑紫大介             | 川島尚、高原修司 小島智加、渡辺佳奈子                                                  | 竹内哲也             |
| 第9話          | 魔王の娘さんが貰った初任給の有効活用について。               | 二瓶勇一         | えんどうてつや       | 臼田美夫、小島智加                                                                     | 岡田万衣子           |
| 第10話         | 勇者になりたかった俺と魔王になりたくなかったあいつ。         | 樋口香里         | 南部生               | 山岡信一、岸本誠司                                                                     | 岡田万衣子           |
| 第11話         | 勇者になれなかった俺が魔王の娘さんを助けに行きます。         | 細田直人         | 田中良雄             | 竹森由加、小島智加 川島尚、渡辺佳奈子 本田敬一、竹内哲也                               | 竹内哲也             |
| 第12話         | 勇者になれなかった俺は就職を決意しました。                   | 藤川太、大平直樹 | 黒田晃一郎、広嶋英樹 | 平山英嗣、岡田万衣子 小島智加、渡辺佳奈子 山岡信一、竹森由加 川島尚、南東寿幸 竹内哲也 | 竹内哲也             |
| 第13話 （OVA） | 勇者になれなかった俺の妹が上京してきました。                 | 二瓶勇一         | 柳伸亮、夕澄慶英     | 野口孝行、塚田ひろし 小島智加、渡辺佳奈子                                              | 竹内哲也、岡田万衣子 |

### 放送局
| 放送期間                  | 放送時間                     | 放送局      | 対象地域 | 備考                      |
| ------------------------- | ---------------------------- | ----------- | -------- | ------------------------- |
| 2013年10月5日 - 12月21日  | 土曜 1:30 - 2:00（金曜深夜） | TOKYO MX    | 東京都   |                           |
|                           | 土曜 18:00 - 18:30           | AT-X        | 日本全域 | CS放送 / リピート放送あり |
| 2013年10月6日 - 12月22日  | 日曜 3:00 - 3:30（土曜深夜） | BS11        | 日本全域 | BS放送 / 『ANIME+』枠     |
| 2013年10月7日 - 12月23日  | 月曜 0:00 - 0:30（日曜深夜） | テレ玉      | 埼玉県   |                           |
|                           |                              | チバテレビ  | 千葉県   |                           |
|                           |                              | tvk         | 神奈川県 |                           |
|                           | 月曜 0:30 - 1:00（日曜深夜） | サンテレビ  | 兵庫県   |                           |
|                           | 月曜 2:30 - 3:00（日曜深夜） | TVQ九州放送 | 福岡県   |                           |
| 2013年10月9日 - 12月25日  | 水曜 0:00 - 0:30（火曜深夜） | 岐阜放送    | 岐阜県   |                           |
|                           | 水曜 2:03 - 2:33（火曜深夜） | 静岡放送    | 静岡県   | 原作者の在住地            |
| 2013年10月10日 - 12月26日 | 木曜 1:20 - 1:50（水曜深夜） | 三重テレビ  | 三重県   |                           |

| 放送期間                  | 放送時間                     | 放送局  | 対象地域 | 備考                                                                 |
| ------------------------- | ---------------------------- | ------- | -------- | -------------------------------------------------------------------- |
| 2013年10月10日 - 12月26日 | 木曜 0:00 - 0:30（水曜深夜） | ANIPLUS | 大韓民国 | CS放送 / IP放送 / ケーブルテレビ / ネット配信 / 字幕放送（韓国語） / |

| 配信開始日     | 配信時間        | 配信サイト    |
| -------------- | --------------- | ------------- |
| 2013年10月10日 | 木曜 12:00 更新 | dアニメストア |

### Webラジオ
ランティスウェブラジオにて「勇者になれなかった俺たちはしぶしぶラジオを始めました。略して、「しぶラジ」」のタイトルで2013年9月から2014年2月まで放送された。奇数回の駄菓子屋編（スイノヤ）と偶数回のファミレス編（レストランさわやか）が交互に配信された。
パーソナリティはラウル・チェイサー役の河本啓佑、フィノ・ブラッドストーン役の田所あずさ、セアラ・オーガスト役の島形麻衣奈、ノヴァ・ルミナス役の曽和まどか、ロア・ベリフェラル役の宝木久美、エルザ・クルーシアル役の新田恵海、ラムディミア・ド・アクセィメモール役の山田奈都美、アイリ・オルティネート役の岩崎可苗。

#### パーソナリティ
表記の凡例
- 河本 - 河本啓佑
- 田所 - 田所あずさ
- 島形 - 島形麻衣奈
- 曽和 - 曽和まどか
- 新田 - 新田恵海
- 山田 - 山田奈都美
- 宝木 - 宝木久美
- 岩崎 - 岩崎可苗

| 回数   | 編           | パーソナリティ         |
| ------ | ------------ | ---------------------- |
| 第1回  | 駄菓子屋編   | 河本、田所、島形、曽和 |
| 第2回  | ファミレス編 | 新田、山田、宝木、岩崎 |
| 第3回  | 駄菓子屋編   | 河本、田所、島形、曽和 |
| 第4回  | ファミレス編 | 新田、山田、宝木、岩崎 |
| 第5回  | 駄菓子屋編   | 田所、島形、曽和、宝木 |
| 第6回  | ファミレス編 | 河本、新田、山田、岩崎 |
| 第7回  | 駄菓子屋編   | 田所、島形、曽和、宝木 |
| 第8回  | ファミレス編 | 河本、新田、山田、岩崎 |
| 第9回  | 駄菓子屋編   | 河本、島形、曽和、宝木 |
| 第10回 | ファミレス編 | 田所、新田、岩崎、山田 |
| 第11回 | 駄菓子屋編   | 河本、島形、曽和、宝木 |
| 第12回 | ファミレス編 | 田所、河本、岩崎、山田 |
| 第13回 | 駄菓子屋編   | 河本、島形、曽和、宝木 |
| 第14回 | ファミレス編 | 田所、新田、岩崎、山田 |
| 第15回 | 駄菓子屋編   | 河本、島形、曽和、宝木 |
| 第16回 | ファミレス編 | 田所、新田、岩崎、山田 |
| 第17回 | 駄菓子屋編   | 河本、田所、島形、曽和 |
| 第18回 | ファミレス編 | 新田、岩崎、山田、宝木 |
| 第19回 | 駄菓子屋編   | 8人全員                |
| 第20回 | ファミレス編 | 8人全員                |

#### スタッフ
出典
- 企画：安田猛
- プロデューサー：伊藤敦、吉江輝成
- ディレクター：小林順
- 番組構成：渡邊純也
- 番組担当：遊佐知憲
- 制作協力：富士見書房、アスリード、AMGスタジオ
- 制作：ランティス
- 製作協力：プロダクション・エース
- 製作：マジックショップ・レオン王都店

#### コーナー
出典
お客様の声
普通のお便りを紹介するコーナー。
勇者のメッセージ
リスナーから募集した「勇者カードのコメント」を紹介するコーナー。
さては貴様、クレーマーだな!
リスナー（=お客様）から「日常生活で怒りを感じていること」（クレーム）を募集し、フィノが一刀両断、ラウルが尻拭いをするコーナー。
あるあるバイトニュース!
リスナーが経験したアルバイトでの面白いエピソードを紹介するコーナー。
第132回勇者選抜選考会の問題
作品中では開催されなかった幻の第132回勇者選抜選考会の試験内容をリスナーから募集して紹介するコーナー。

#### テーマソング
出典
駄菓子屋編オープニングテーマ「レオン王都店へようこそ!」
作詞：松井洋平 / 作曲・編曲：酒井陽一 / 歌：ラウル（河本啓佑）、セアラ（島形麻衣奈）、ノヴァ（曽和まどか）、ロア（宝木久美）
ファミレス編オープニングテーマ「レンアイカスタマーサービス」
作詞：松井洋平 / 作曲・編曲：酒井陽一 / 歌：フィノ（田所あずさ）、エルザ（新田恵海）、アイリ（岩崎可苗）、ラム（山田奈都美）

### BD / DVD
2013年12月27日から2014年5月までKADOKAWA 角川書店より発売された。全6巻。限定版の売り切れ後は通常版に切り替わる販売形態となっている。テレビでの修正部分がなくなった完全版仕様であり、各巻の映像特典では本編中で流れる劇中TVCMのフルバージョンが映像特典として収録されている。また、第1巻には映像特典としてノンテロップOP&ED、番宣スポットのほかPVが収録されている。第6巻は劇中TVCMのフルバージョンの代わりに、提供バック全集が収録された。限定版には作曲者コメントのほか、アニメ解説書（キャラクターデザイン・設定）や原作者描きおろしの短編が収録されたブックレットに加え、サウンドトラックと新作録りおろしオーディオドラマ、Webラジオのダイジェスト版を収録したCDが封入されている。
| 巻 | 発売日         | 収録話          | 規格品番  | 規格品番   |
| 巻 | 発売日         | 収録話          | BD限定版  | DVD限定版  |
| -- | -------------- | --------------- | --------- | ---------- |
| 1  | 2013年12月27日 | 第1話 - 第2話   | KAXA-7011 | KABA-10201 |
| 2  | 2014年1月31日  | 第3話 - 第4話   | KAXA-7012 | KABA-10202 |
| 3  | 2014年2月28日  | 第5話 - 第6話   | KAXA-7013 | KABA-10203 |
| 4  | 2014年3月28日  | 第7話 - 第8話   | KAXA-7014 | KABA-10204 |
| 5  | 2014年4月25日  | 第9話 - 第10話  | KAXA-7015 | KABA-10205 |
| 6  | 2014年5月30日  | 第11話 - 第12話 | KAXA-7016 | KABA-10206 |